# Edward Gruszecki
Edward Gruszecki (ur. 5 kwietnia 1894 w Lublinie, zm. ?) – żołnierz Legionów Polskich, podkomisarz Straży Więziennej.

## Życiorys
Urodził się 5 kwietnia 1894 w Lublinie, w rodzinie Antoniego i Teofilii z Piątkowskich.
W czasie I wojny światowej służył w 6 Pułku Piechoty Legionów Polskich.
W dwudziestoleciu międzywojennym pełnił służbę w Straży Więziennej. 20 kwietnia 1927 został przeniesiony ze stanowiska podinspektora więzienia w Kowlu na stanowisko podinspektora więzienia w Radomiu. Później został mianowany naczelnikiem więzienia zwykłego w Suwałkach. Obowiązki na tym stanowisku pełnił do 1939.

## Ordery i odznaczenia
- Medal Niepodległości – 25 lipca 1933 „za pracę w dziele odzyskania niepodległości”[6]
- Srebrny Krzyż Zasługi – 27 maja 1938[4]